# الشيبة (مستوطنة)
الشيبة هي مستوطنة سعودية يُهيمن عليها موقِعٌ رئيسي لإنتاج النفط الخام، وتقعُ على بُعد حوالي 40 كيلومتر (25 ميل) من الحافة الشمالية لصحراء الرُّبع الخَالي، وحوالي 10 كيلومتر (6.2 ميل) و لقد تم تسميتها الشيبة على قبيلة العوامر وهم يسكنون الامارات حالياً وتقع جنوب حدود أبو ظبي في الإمارات العربية المتحدة، وهو خط مستقيم مرسوم في الصحراء. و40 كيلومتر (25 ميل) جنوب الجزء الشرقي من واحة ليوا بأبو ظبي.

## المُناخ
طقسُ الشيبة قاسٍ، حيث تنخفض درجة الحرارة إلى 0 درجة مئوية في ليالي الشتاء، وترتفع إلى حوالي 50 درجة مئوية في الصيف نهارًا. يُعادل هُطول الأمطار في الشيبة تقريبًا 3 سم في السنة.

## وسائل النقل

### المطار
يقعُ في الشيبة مطارٌ صغيرٌ يَخدم المنشآت النفطية، تستخدمهُ شركة أرامكو السعودية حصريًّا. وتوفر رحلات إلى الدمام والهفوف وجدة والرياض.

## الاتصالات
يُوجد كابل ألياف بصرية بطول 650 كيلومترًا يربط الشيبة بنظام الراديو الرئيسي في بقيق.

## وصلات خارجية
- الشيبة كما تُرى من الفضاء (زوومابلي) العنقود على اليسار هو مدينة الشيبة التابعة لشركة أرامكو السعودية، وعلى اليمين توجد محطة فصل زيت الغاز في الشيبة -2. تصغير لمنظور بُعد الشيبة.